# František Piťha
František Piťha nebo také Franz svobodný pán von Pitha (8. února 1810 Řakom, Dolany – 29. prosince 1875 Vídeň), byl rektor Univerzity Karlovy, český chirurg, zabýval se urologií.

## Život

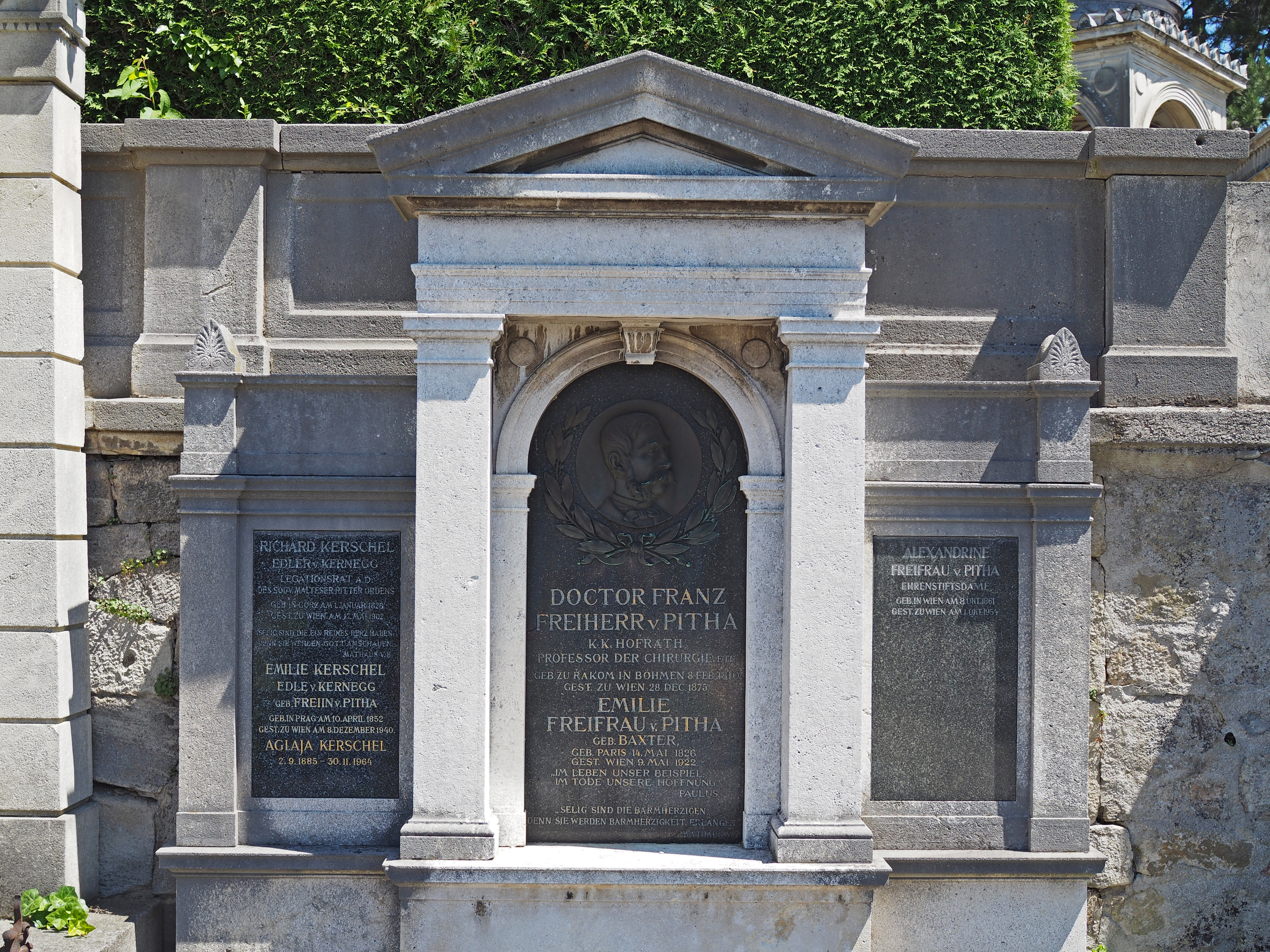
Rodinný hrob na Hiezinském hřbitově ve Vídni

Vystudoval gymnázium v Klatovech. V roce 1836 se stal doktorem lékařství a rok později doktorem chirurgie. Habilitoval se v roce 1839. Roku 1843 se stal řádným profesorem chirurgie na Univerzitě Karlově v Praze, kde byl v letech 1854/1855 rektorem. Po skončení období rektora se roku 1857 přesídlil do Josefina (medicínsko-chirurgické akademie ve Vídni). V roce 1859 se jako vojenský lékař zúčastnil bojů v Itálii, téhož roku byl též povýšen do šlechtického stavu. Během prusko-rakouské války byl velitelem válečného zdravotnictví včetně polních nemocnic. Byl hlavním reprezentantem první pražské lékařské školy. Působil v oboru anatomie a chirurgie, zastával tehdy objevenou inhalační narkózu. Svá díla o lékařství publikoval převážně německy.
Byl nositelem Rytířského kříže Leopoldova řádu a Řádu železné koruny II. třídy, v lednu 1875 byl povýšen do stavu svobodných pánů. Se svou manželkou Emilií roz. Barterovou měl tři dcery a syna Vojtěcha (1848–1866), který padl v hodnosti poručíka v bitvě u Náchoda.